# 1966 au cinéma
| Années du cinéma : 1963 - 1964 - 1965 - 1966 - 1967 - 1968 - 1969    |
| Décennies du cinéma : 1930 - 1940 - 1950 - 1960 - 1970 - 1980 - 1990 |

Cet article présente les faits marquants de l'année 1966 au cinéma.

## Événements
- L'année 1966 est marquée par l'affaire La Religieuse, un film de Jacques Rivette adapté du roman éponyme de Denis Diderot.
  - Le film rebaptisé Suzanne Simonin, la Religieuse de Diderot avant le passage devant la Commission de censure obtient, dans un premier temps, son visa d'exploitation le 22 mars à 14 voix contre 8. Un nouveau vote le 29 mars confirme le précédent mais le film est interdit par le Premier Ministre.
  - Début avril, le milieu se mobilise et dresse un manifeste sur "la liberté d'expression et le droit des Français à ne pas être traités en mineurs" signé de plusieurs personnalités dont Françoise Sagan, Jean-Luc Godard … L'Association de la Critique de Cinéma, la Fédération des auteurs de films, le journal gaulliste Notre République, Paris Match protestent contre l'interdiction.
  - Le film est sélectionné au Festival de Cannes le 23 mars sans que le gouvernement s'y oppose. Lors du marché du film, bien qu'interdit à l'exportation, il est vendu dans huit pays.
  - Un "tour de France de protestation contre l'interdiction de La Religieuse" démarre le 24 mars à Rennes tandis qu'un meeting est organisé le 26 mars à la Mutualité, réunissant plusieurs associations dont la Ligue des droits de l'homme ainsi que de nombreux metteurs en scène.
  - 29 mars : Le député Yvon Bourges dans l'hémicycle de l'Assemblée Nationale défend la mesure d'interdiction.
  - L'affaire passe en jugement devant le Tribunal administratif le 16 décembre.
- 1er février : Décès de Buster Keaton, figure illustre du cinéma muet et notamment réalisateur du Mécano de la « General ». Le cinéaste meurt à Hollywood d'un cancer du poumon à l'âge de 70 ans. Toutes les revues spécialisées lui consacrent un hommage.
- 28 février : Lors de la semaine du cinéma italien à Moscou, un colloque qui s'étale sur quatre jours oppose les critiques soviétiques aux critiques italiens. Les premiers mettent au pilori certains des réalisateurs italiens les plus illustres tels Federico Fellini ou Michelangelo Antonioni, jugés pessimistes et se confortant dans l'inutilité de la lutte. Les critiques italiens quant à eux reprochent au cinéma soviétique un manque de flamme et d'impertinence.
- 20 mars : Le Festival international du film de Locarno renonce pour cette année à une compétition de films, remplacée par des journées d'études sur la "valeur humaine et artistique du jeune cinéma international" et au cinéma pour la jeunesse.
- Avril : La Noire de..., premier long métrage connu de l’Afrique noire, est présenté à Dakar par Ousmane Sembène.
- Les allègements fiscaux pour l'exploitation des films en salles sont battues en brèche à l'Assemblée Nationale le 2 juin par Michel Debré. La Fédération nationale des cinémas français décide une grève administrative le 13 juillet en demandant à ses adhérents de suspendre à nouveau l'envoi des bordereaux de recettes au CNC.
- 15 juillet : Cinémonde, célèbre revue populaire du cinéma paraît pour la dernière fois.
- Lors du vote du budget à l'Assemblée Nationale, le 6 décembre, une augmentation sensible de l'aide au cinéma est adoptée.
- 15 décembre :
  - Création d'un Institut national du cinéma au Brésil
  - Première assemblée générale du Centre d'étude du cinéma européen à Bruxelles.

- Cinéma tchèque : Les Petites Marguerites de Věra Chytilová[1],  le Retour du fils prodigue d'Evald Schorm[2].

## Principaux films de l'année
- Ces messieurs dames (Signore & signori), film franco-italien de Pietro Germi - sortie en France le 15 juin.
- Détective privé (Harper) de Jack Smight avec Paul Newman et Lauren Bacall
- Le Docteur Jivago (Doctor Zhivago) de David Lean - sortie en France le 1er octobre
- Fahrenheit 451 de François Truffaut - sortie en France le 15 septembre
- Frontière chinoise : drame américain de John Ford avec Anne Bancroft, Sue Lyon, Margaret Leighton, Flora Robson
- La Grande Vadrouille de Gérard Oury — sortie en France le 8 décembre
- La guerre est finie, film d’Alain Resnais (mai).
- La Prise de pouvoir par Louis XIV de Roberto Rossellini
- La Vie de château de Jean-Paul Rappeneau - sortie en France le 25 janvier
- Le Deuxième souffle de Jean-Pierre Melville - sortie en France le 4 novembre
- Le Grand Restaurant de Jacques Besnard — sortie en France le 9 septembre.
- Le Vent des Aurès, film algérien de Temfik Farès et Mohammed Lakhdar-Hamina.
- Les Sultans (L'amante italiana), film franco-italien de Jean Delannoy - sortie en France le 6 mai.
- Paris brûle-t-il ? de René Clément - sortie en France le 26 octobre
- Pour une poignée de dollars (Per un pugno di dollari) de Sergio Leone - sortie en France le 1er mars
- Et pour quelques dollars de plus (Per qualche dollaro in più) de Sergio Leone - sortie en France le 30 septembre
- Propriété interdite (This Property Is Condemned) de Sydney Pollack avec Natalie Wood et Robert Redford
- Qui a peur de Virginia Woolf ? (Who's Afraid of Virginia Woolf?) de Mike Nichols avec Elizabeth Taylor et Richard Burton.
- Roger la Honte (Trappola per l'assassino), film franco-italien réalisé par Riccardo Freda - sortie en France le 15 juin.
- Un homme et une femme de Claude Lelouch - sortie en France le 27 mai

### Films français sortis en 1966
| Titre                         | Réalisateur       | Acteurs                              | Genre            | Notes |
| ----------------------------- | ----------------- | ------------------------------------ | ---------------- | --- |
| Au hasard Balthazar           | Robert Bresson    | Anne Wiazemsky                       | Drame            | Festival du Film de Venise & Prix Méliès) |
| La Grande Vadrouille          | Gérard Oury       | Bourvil, Louis de Funès              | Comédie / Guerre | Notamment récompensé « meilleur film étranger » au festival du film de Taormine. Plus grand succès du cinéma français durant plus de quatre décennies. |
| La Guerre est finie           | Alain Resnais     | Yves Montand                         | Drame            | Nommé aux Oscars & 4 victoires |
| Le Roi de Cœur                | Philippe de Broca | Alan Bates                           | Comédie drame    | Film culte anti-guerre |
| Made in U.S.A.                | Jean-Luc Godard   | Anna Karina, Jean-Pierre Léaud       | Crime / Policier | |
| Un homme et une femme         | Claude Lelouch    | Anouk Aimée, Jean-Louis Trintignant  | Drame romantique | Remporta 2 Oscars, Palme d'Or au Festival de Cannes 1966 +8 victoires +8 nominations                                                                   |
| Mademoiselle                  | Tony Richardson   | Jeanne Moreau                        | Drame romantique | Nommé et récompensé aux BAFTA Awards & Palme d'Or au Festival de Cannes 1966                                                                           |
| Masculin féminin              | Jean-Luc Godard   | Jean-Pierre Léaud, Chantal Goya      | Drame            | Léaud gagna l'Ours d'argent du Meilleur Acteur au 16e Festival international du film de Berlin                                                         |
| Le Père Noël a les yeux bleus | Jean Eustache     | Jean-Pierre Léaud                    | Drame            | |
| La Religieuse                 | Jacques Rivette   | Anna Karina                          | Drame            | Sélectionné pour le Festival de Cannes 1966 |
| Qui êtes-vous, Polly Maggoo ? | William Klein     | Dorothy McGowan                      | Satire           | Remporta le Prix Jean-Vigo |
| Les Cœurs verts               | Édouard Luntz     | Gérard Zimmermann, Marise Maire      | Drame            | Sélectionné pour le 16e Festival international du film de Berlin                                                                                       |
| Un monde nouveau              | Vittorio De Sica  | Christine Delaroche, Pierre Brasseur | Drame            | |

Voir aussi : Catégorie:Film sorti en 1966

## Festivals

### Cannes
- Palme d'or : Un homme et une femme de Claude Lelouch et Ces messieurs dames (Signor e signori) de Pietro Germi (ex æquo)
- Un prix du XXe anniversaire du Festival de Cannes est décerné à Orson Welles en hommage à sa contribution au cinéma mondial pour son film Falstaff.
- Prix spécial du jury : Alfie de Lewis Gilbert
- Prix de la mise en scène : Sergueï Ioutkevitch pour Lénine en Pologne.
- Prix d'interprétation féminine : Vanessa Redgrave pour Morgan (Morgan, A Suitable Case For Treatment) de Karel Reisz
- Prix d'interprétation masculine : Per Oscarsson pour La Faim de Henning Carlsen.

### Autres festivals
- Mostra de Venise : Le Lion d'or va à La Bataille d'Alger de Gillo Pontecorvo, la coupe Volpi d'interprétation féminine, à Natalia Arinbassarova pour le film Le Premier Maître d'Andreï Kontchalovski, celle d'interprétation masculine, à Jacques Perrin pour sa prestation dans Un homme à moitié de Vittorio De Sica. Le festival a rendu hommage à Robert Bresson à l'occasion de la projection de son film Au hasard Balthazar qui obtient aussi plusieurs prix.
- Festival de Berlin : L'Ours d'or du meilleur film est décerné à Cul de sac de Roman Polanski.
- Festival international du film de Karlovy Vary : Année médiocre, le palmarès ne compte pas de Grand prix, un prix spécial du jury est néanmoins décerné à La Vie de château de Jean-Paul Rappeneau.

- 4-11 décembre : Journées cinématographiques de Carthage.
  - Tanit d'or : La Noire de... d'Ousmane Sembène (Sénégal)
  - Tanit d'argent : Le Premier Cri de Jaromil Jireš (Tchécoslovaquie)

## Récompenses

### Oscars
- Un homme pour l'éternité (A Man for All Seasons) de Fred Zinnemann obtient l'Oscar du meilleur film, meilleur réalisateur, meilleure adaptation et meilleur acteur (Paul Scofield).
- Meilleure actrice : Elizabeth Taylor dans Qui a peur de Virginia Woolf ? (Who's Afraid of Virginia Woolf ?) de Mike Nichols
- Meilleur film étranger : Un homme et une femme de Claude Lelouch qui obtient aussi l'oscar du meilleur scénario original.

### Autres récompenses
- Prix Louis-Delluc : La guerre est finie d'Alain Resnais
- Prix Jean-Vigo : La Noire de... de Ousmane Sembène

## Box-Office
- France :

1. La Grande Vadrouille de Gérard Oury
2. Le Docteur Jivago (Doctor Zhivago) de David Lean
3. Paris brûle-t-il ? de René Clément
4. Pour une poignée de dollars (Per un pugno di dollari) de Sergio Leone
5. Les Centurions (Lost Command) de Mark Robson

- États-Unis :

1. Hawaï de George Roy Hill
2. La Bible (The Bible) de John Huston
3. Qui a peur de Virginia Woolf ? (Who's Afraid of Virginia Woolf ?) de Mike Nichols
4. La Canonnière du Yang-Tse (The Sand Pebbles) de Robert Wise
5. Un homme pour l'éternité (A Man for All Seasons) de Fred Zinnemann

## Principales naissances
- 12 janvier : Olivier Martinez
- 19 janvier : Antoine Fuqua
- 24 janvier : Karin Viard
- 1er mars : Zack Snyder
- 17 mars : José Garcia
- 8 avril : Robin Wright
- 27 avril : Matt Reeves
- 3 mai : Serge Faliu
- 12 mai : Sami Bouajila
- 14 mai : Marianne Denicourt
- 22 mai : Wang Xiaoshuai
- 26 mai : Helena Bonham Carter
- 22 juin : Emmanuelle Seigner
- 27 juin : J. J. Abrams
- 28 juin : John Cusack
- 15 juillet : Irène Jacob
- 14 août : Halle Berry
- 2 septembre : Salma Hayek
- 10 octobre : Bai Ling
- 19 octobre : Jon Favreau
- 17 novembre : Sophie Marceau
- 22 novembre : Anne Brochet
- 23 novembre : Vincent Cassel
- 1er décembre :
  - Édouard Baer
  - Andrew Adamson
- 21 décembre : Kiefer Sutherland

## Principaux décès
- 1er février : 
  - Hedda Hopper, actrice américaine
  - Buster Keaton, acteur, scénariste, et réalisateur
- 31 mai : Gil Delamare, cascadeur
- 23 juillet : Montgomery Clift, acteur
- 15 décembre : Walt Disney, dessinateur, cinéaste et producteur de dessins animés.
- 31 décembre : Raoul Lévy, producteur